# Addreß-Handbuch für den Rezat-Kreis des Königreichs Baiern
Das Addreß-Handbuch für den Rezat-Kreis des Königreichs Baiern wurde 1814 veröffentlicht. Der Autor ist unbekannt. Das Buch hat einen Umfang von 450 Seiten zuzüglich eines am Schluss befindlichen Ortsregisters und Druckfehlerberichtigung, die keine  Seitenangaben haben. Es ist in deutscher Sprache geschrieben und in Frakturschrift gesetzt.

## Werkbeschreibung
Das Handbuch ist durch ein vorangehendes Inhaltsverzeichnis gut erschlossen.
Es bietet eine Liste sämtlicher Behörden und kirchlicher Strukturen des Rezatkreises mit dem jeweils derzeit verantwortlichen Personal nach dem Gebietsstand von 1814. Die einzelnen dem Rezatkreis inbegriffenen Orte werden diesen zugeordnet, bei den Landgerichten und Pfarreien werden sämtliche Orte berücksichtigt. An Ortstypen wird unterschieden zwischen Stadt (St.), Markt (Mkt.), Dorf/Weiler (keine Kennzeichnung) und Einöde (E.).

## Ausgabe
- Addreß-Handbuch für den Rezat-Kreis des Königreichs Baiern. Johann Baptist Reindl, Bamberg 1814 (Digitalisat).